# ريتشارد هارتمان (لاعب هوكي الجليد)
ريتشارد هارتمان (بالسلوفاكية: Richard Hartmann)‏ هو لاعب هوكي الجليد سلوفاكي، ولد في 7 نوفمبر 1975 في براتيسلافا في سلوفاكيا.

## وصلات خارجية
- ريتشارد هارتمان على موقع EliteProspects.com (الإنجليزية)
- ريتشارد هارتمان على موقع Eurohockey.com (الإنجليزية)
- ريتشارد هارتمان على موقع HockeyDB.com (الإنجليزية)